# Matt Hotel
Matt Hotel (The Nutt House) è una serie televisiva statunitense in 10 episodi trasmessi per la prima volta nel corso di una sola stagione nel 1989.
Ideata da Mel Brooks, è una sitcom incentrata sulle vicende del personale di un albergo di New York, il Nutt House, di proprietà dell'anziana Edwina Nutt. È caratterizzata da diverse gag di fondo, indipendenti dalla trama generale dell'episodio, e spesso surreali, non dissimili da quelle di Quelli della pallottola spuntata. Negli Stati Uniti fu annullata dopo cinque episodi durante la prima televisiva. Tutti gli episodi prodotti furono poi trasmessi su BBC Two nel Regno Unito.

## Personaggi e interpreti
- Ms. Frick (10 episodi, 1989), interpretata da Cloris Leachman (che interpreta anche Edwina Nutt).
È la guadarobiera ninfomane.
- Reginald Tarkington (10 episodi, 1989), interpretato da Harvey Korman.
È il direttore dell'albergo.
- Charles Nutt III (10 episodi, 1989), interpretato da Brian McNamara.
È il nipote playboy di Edwina Nutt.
- Sally Lonnaneck (10 episodi, 1989), interpretata da Molly Hagan.
È la segretaria di Edwina Nutt.
- Dennis (10 episodi, 1989), interpretato da Gregory Itzin.
- Freddy (10 episodi, 1989), interpretato da Mark Blankfield.
È l'addetto all'ascensore miope.
- Maria (4 episodi, 1989), interpretata da Gloria Hayes.
- Dixie (4 episodi, 1989), interpretata da Patti Tippo.

## Produzione
La serie, ideata da Mel Brooks e Alan Spencer, fu prodotta da Touchstone Television. Le musiche furono composte da Lance Rubin. Tra i registi della serie è accreditato Bruce Bilson.

### Sceneggiatori
Tra gli sceneggiatori della serie sono accreditati:
- Alan Spencer in tre episodi (1989)
- Mel Brooks in un episodio (1989)

## Distribuzione
La serie fu trasmessa negli Stati Uniti dal 20 settembre 1989 al 25 ottobre 1989 sulla rete televisiva NBC. In Italia è stata trasmessa nel 1990 su RaiUno con il titolo Matt Hotel.
Alcune delle uscite internazionali sono state:
- negli Stati Uniti il 20 settembre 1989 (The Nutt House)
- nel Regno Unito il 14 ottobre 1989
- in Italia (Matt Hotel)

## Episodi
| Stagione       | Episodi | Prima TV USA |
| -------------- | ------- | ------------ |
| Prima stagione | 10      | 1989         |